# Joachim Milberg

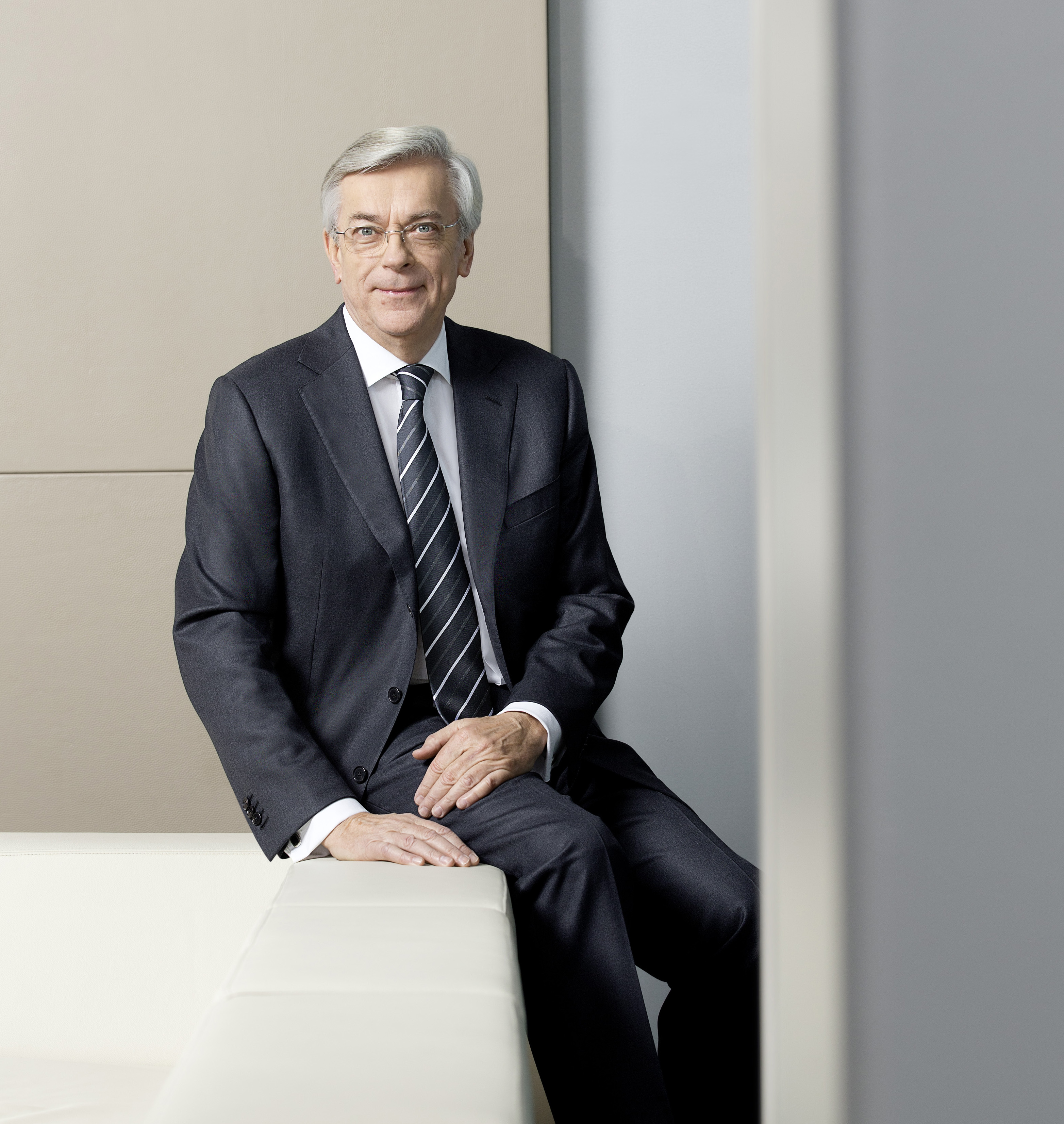
Joachim Milberg, ehemaliger Vorstandsvorsitzender der BMW AG

Joachim Milberg (* 10. April 1943 in Verl, Westfalen) ist ein deutscher Ingenieur, Manager und ehemaliger Universitätsprofessor für Werkzeugmaschinen und Betriebswissenschaften an der Technischen Universität München. Von 1999 bis 2002 war er Vorstandsvorsitzender sowie von 2004 bis 2015 Aufsichtsratsvorsitzender der BMW AG.

## Biographie
Milberg wuchs in Sennestadt, heute ein Stadtteil von Bielefeld, auf einem Bauernhof auf. Neben der klassischen Landwirtschaft betrieben seine Eltern auch ein Kohle- und Holzgewerbe. 1953 bis 1959 besuchte Milberg die Realschule, 1959 bis 1962 folgte eine Ausbildung zum Maschinenschlosser bei der Gildemeister AG, unweit seines Heimathofes. 1962 bis 1965 absolvierte er ein Studium der Fertigungstechnik an der Staatlichen Ingenieurschule Bielefeld. 1966 bis 1969 folgte ein Studium der Fachrichtung Fertigungstechnik an der Technischen Universität Berlin als Stipendiat der Studienstiftung des deutschen Volkes. 1970 bis 1972 war er Wissenschaftlicher Assistent am Institut für Werkzeugmaschinen und Fertigungstechnik der Technischen Universität Berlin (Günter Spur). 1971 folgte die Promotion zum Doktor-Ingenieur (Dr.-Ing.) mit der Arbeit Analytische und experimentelle Untersuchungen zur Stabilitätsgrenze bei der Drehbearbeitung.
1972 kehrte er als Leitender Angestellter zu Gildemeister zurück. Von 1978 bis 1981 war er dort Leiter des Geschäftsbereiches Automatische Drehmaschinen. 1981 folgte die Berufung zum Ordinarius für Werkzeugmaschinen und Betriebswissenschaften an der Technischen Universität München (Institut für Werkzeugmaschinen und Betriebswissenschaften). 1986 gründete er die Prof. Dr.-Ing. Joachim Milberg Institut für Produktionstechnik GmbH (ifp consulting), seitdem ist er Gesellschafter eben dort. 1991 bis 1993 war er Dekan der Fakultät für Maschinenwesen der Technischen Universität München.
1993 schied Milberg vom Lehrstuhl und wechselte zur BMW AG, dort war er bis 1999 Mitglied des Vorstandes (verantwortlich für Produktion), 1999 bis 2002 Vorstandsvorsitzender und vom Mai 2004 bis Mai 2015 Vorsitzender des Aufsichtsrates.
Seit Juli 2010 ist Milberg als Honorarprofessor an der Universität Duisburg-Essen tätig. Seit März 2015 ist er Kuratoriumsvorsitzender der BMW Stiftung Herbert Quandt.
Joachim Milberg ist Mitglied des Vereins Deutscher Ingenieure (VDI) und hat die VDI-Arbeit ehrenamtlich unterstützt. Unter anderem war er Mitglied des Präsidiums und Vorsitzender des Beirats der VDI-Bezirksvereine von 1989 bis 1993.

## Mandate (Auszug)
- Aufsichtsratsmandate
  - Bertelsmann SE & Co. KGaA, Gütersloh seit 2005[7]
  - John Deere & Company, Moline/Illinois (USA) seit 2003[8]

- Weitere
  - Gründungspräsident und Senator von acatech – Deutsche Akademie der Technikwissenschaften[9]

- ehemalige Aufsichtsratsmandate
  - Allianz Versicherungs AG von 2001 bis 2006[8]
  - Leipziger Messe GmbH von 2003 bis 2007[8]
  - MAN AG 2005 bis 2007[10]
  - Royal Dutch Petroleum Company/Shell von 2000 bis 2003[8]
  - Festo AG & Co. KG, Esslingen von 2003 bis 2014, ab 2011 Vorsitzender[8]
  - BMW AG von 2004 bis 2015[8]
  - SAP AG von 2007 bis 2012[8]
  - ZF Friedrichshafen AG von 2008 bis 2011[8]
  - Mitglied des Verwaltungsrates und des Senates der Max-Planck-Gesellschaft von 2002 bis 2008[8]
  - Mitglied des Gesellschafterausschusses der TÜV Süddeutschland Holding AG von 2000 bis 2009[8]

## Ehrungen
- 1989 Gottfried-Wilhelm-Leibniz-Preis der Deutschen Forschungsgemeinschaft (DFG)[11]
- 1992 Herwart-Opitz-Ehrenmedaille der VDI-Gesellschaft Produktionstechnik[12]
- 1994 Verdienstkreuz am Bande des Verdienstordens der Bundesrepublik Deutschland[13]
- 1994 Ehrendoktorwürde der Universität Ljubljana, Slowenien[14]
- 1996 Ehrendoktorwürde der Universität Hannover[15]
- 1998 Honorarprofessor für das Fachgebiet Werkzeugmaschinen und Betriebswissenschaften an der Technischen Universität München
- 1999 Staatsmedaille für besondere Verdienste um die bayerische Wirtschaft
- 2000 Grashof-Denkmünze des Vereins Deutscher Ingenieure
- 2001 Bayerischer Verdienstorden[13]
- 2001 General Pierre Nicolau Award der CIRP (College International pour la Recherche en Productique - Internationale Forschungsgemeinschaft fur Mechanische Produktionstechnik)[16]
- 2001 Ehrenpreis „Goldenes Lenkrad“ des Axel Springer Verlags[17]
- 2002 Ehrendoktorwürde der Universität Cranfield, England (UK)[18]
- 2002 Bayerische Umweltmedaille für besondere Verdienste um Umweltschutz und Landesentwicklung[19]
- 2003 Ernst-Blickle-Preis der SEW-Eurodrive-Stiftung, Bruchsal[20]
- 2004 Ehrendoktorwürde der Technischen Universität Berlin[21]
- 2004 Carl-Friedrich-Gauß-Medaille der Braunschweigischen Wissenschaftlichen Gesellschaft (BWG)[22]
- 2005 Arthur-Burkhardt-Preis[23]
- 2005 Mitglied der Deutschen Akademie der Naturforscher Leopoldina[24]
- 2009 Hanns Martin Schleyer-Preis für 2008[25]
- 2010 Bayerischer Maximiliansorden für Wissenschaft und Kunst[26]
- 2011 Aufnahme in die Hall of Fame der deutschen Forschung[27]
- 2012 Georg-Schlesinger-Preis
- 2012 Ehrenmitglied der Gesellschaft zur Förderung des Forschungstransfers (GFFT)[28]
- 2016 Mitglied der National Academy of Engineering[29]
- 2017 Werner-von-Siemens-Ring[30]

## Veröffentlichungen
- Analytische und experimentelle Untersuchungen zur Stabilitätsgrenze bei der Drehbearbeitung. Dissertation. Techn. Univ., Berlin 1971.
- als Hrsg.: Wettbewerbsfähigkeit durch Integration. Springer Verlag, Berlin / Heidelberg / New York 1988.
- als Hrsg.: Wettbewerbsfaktor Zeit in Produktionsunternehmen. Springer Verlag, Berlin / Heidelberg / New York 1991.
- als Hrsg.: Von CAD, CAM zu CIM. Verlag TÜV Rheinland/Köln 1992.
- VDI-Gemeinschaftsausschuss CIM (Hrsg.) Obmann: J. Milberg: Rechnerintegrierte Konstruktion und Produktion. VDI-Verlag, Düsseldorf 1992.
  - Band 1: CIM Management.
  - Band 2: Integrierte Produktdatenverarbeitung.
  - Band 3: Auftragsabwicklung.
  - Band 4: Flexible Fertigung.
  - Band 5: Produktionslogistik.
  - Band 6: Kommunikations- und Datenbanktechnik.
  - Band 7: Qualitätssicherung.
  - Band 8: Flexible Montage.
- als Hrsg.: Werkzeugmaschinen Grundlagen. Springer Verlag, Berlin / Heidelberg / New York 1992.
- mit G. Reinhart (Hrsg.): Unsere Stärken stärken – Der Weg zu Wettbewerbsfähigkeit und Standortsicherung. mi Verlag, Landberg 1994.
- mit G. Reinhart (Hrsg.): Mit Schwung zum Aufschwung – Information, Inspiration, Innovation. mi Verlag, Landberg 1997.
- mit G. Schuh (Hrsg.): Erfolg in Netzwerken. Springer Verlag, Berlin / Heidelberg / New York 2002.